# Claude Witz
Claude Witz (* 20. September 1949 in Straßburg) ist ein französischer Rechtswissenschaftler und ehemaliger Hochschullehrer.

## Leben
Nach dem Abitur studierte er an der Rechts- und Wirtschaftswissenschaftlichen Fakultät seiner Heimatstadt Rechtswissenschaften. Im Juni 1971 erwarb er die Licence en droit (mention droit privé) und wirkte nach dem Erwerb zweier Diplomes d’Études Supérieures im Privat- und Strafrecht in Strasbourg als Assistent. 1979 wurde er ebenfalls in Strasbourg mit einer Studie über das Institut der Treuhand im französischen Recht promoviert und bestand 1980 die Wettbewerbsprüfung für die Agrégation im Privat- sowie Straf- und Prozessrecht. Er wurde daraufhin zum Professor an der Universität Lyon III ernannt und gleichzeitig an die Universität des Saarlandes auf den Lehrstuhl für französisches Privatrecht abgeordnet. 2017 ging er in den Ruhestand.

## Schriften (Auswahl)
- La fiducie en droit privé français. Paris 1981, ISBN 2-7178-0304-1.
- Les premières applications jurisprudentielles du droit uniforme da la vente internationale. (Convention de Nations Unies du 11 avril 1980). Paris 1995, ISBN 2-275-00329-0.
- als Herausgeber mit Philippe Cossalter: Soixante ans d’influences juridiques réciproques franco-allemandes. Jubilé des 60 ans du Centre juridique franco-allemand, Université de la Sarre. Paris 2016, ISBN 2-36517-064-1.
- Le droit allemand. Paris 2018, ISBN 978-2-247-17608-3.